# Secretaria Regional das Finanças (Madeira)
A Secretaria Regional das Finanças (SRF) é o departamento do Governo Regional da Madeira que tem como atribuição a execução de políticas relativas à administração pública e modernização administrativa, assuntos fiscais, Centro Internacional de Negócios da Madeira, contabilidade, estatística, coordenação geral dos fundos comunitários, orçamento, etc. O secretário regional atual é Rogério Gouveia, gestor.

## Organização da Secretaria

### Direções Regionais
A SRF é constituída pelas seguintes direções regionais:
- Gabinete do Secretário Regional (GSRF);

- Direção Regional do Orçamento e Tesouro (DROT);

- Autoridade Tributária e Assuntos Fiscais da Região Autónoma da Madeira (AT-RAM);

- Direção Regional de Estatística da Madeira (DREM);

- Direção Regional do Património e de Gestão dos Serviços Partilhados (DRPaGeSP);

- Direção Regional da Administração Pública e da Modernização Administrativa (DRAPMA);

- Inspeção Regional de Finanças (IRF).

### Organismos e serviços
A SRF tutela e superintende os seguintes serviços e entidades:
- Gabinete de Gestão da Loja do Cidadão da Madeira;
- Instituto de Desenvolvimento Regional, IP-RAM;
- ADERAM – Agência de Desenvolvimento da Região Autónoma da Madeira;

- PATRIRAM – Titularidade e Gestão do Património Público Regional, S.A.;
- Sociedade de Desenvolvimento do Norte da Madeira, S.A.;
- Sociedade de Desenvolvimento do Porto Santo, S.A.;
- Sociedade Metropolitana de Desenvolvimento, S.A.;

- Ponta do Oeste - Sociedade de Promoção e Desenvolvimento da Zona Oeste da Madeira, S.A.

A SRF define também as orientações das empresas SDM – Sociedade de Desenvolvimento da Madeira, S.A., Concessionária de Estradas – VIAEXPRESSO da Madeira, S.A. e VIALITORAL – Concessões Rodoviárias da Madeira, S.A.